# Conglomerate Records
Conglomerate Records, est un label discographique de hip-hop américain, filiale de Universal Music Group, situé à New York, dans l'État de New York. Il est fondé en 1994 par le rappeur Busta Rhymes sous le nom initial de Flipmode Records. Le label s'est aussi joint avec le label de Dr. Dre, Aftermath Entertainment, pour la sortie de son album The Big Bang.

## Histoire

### Années Elektra (1996–2000)
Peu après la signature de son contrat avec Elektra Records, Busta Rhymes se sert de son propre label pour en faire une filiale d'Elektra, et ainsi d'avoir plus de pouvoir sur ses albums. Pendant ce temps, Rah Digga et le rappeur Rampage, signent eux aussi sur Elektra ainsi qu'avec Flipmode Records. Durant son contrat avec Elektra, Busta Rhymes est responsable de la promotion et de la distribution des albums sous son label. Le premier album de Flipmode Records s'intitule The Coming de Busta Rhymes, en 1996, pendant les tensions East Coast/West Coast. L'album devient disque de platine, et catapulte Busta Rhymes et son label au rang de stars. Cet album fait partie des nombreux classics de cette époque. 
Rampage voulait réaliser son premier album en 1997 peu après la sortie du second album de Busta rhymes. Le label ne tarde pas à présenter le premier album du Flipmode Squad, The Imperial Album. En 1999, le groupe et le label sont l'un des crews les plus populaires du hip-hop, avec Busta comme star centrale et comme leader. Mais Busta commence à chercher un nouveau label, du fait du faible chiffre de ventes de son dernier projet et du premier album de Rah Digga, Dirty Harriet. Après son quatrième album, Busta commence sérieusement à chercher un nouveau label, mais son contrat ne se finit qu'au bout de cinq albums. En 2000, il publie donc une compilation et se remet à ses recherches.

### J Records (2000–2004)
Après son départ d'Elektra Records, Busta commence à parler avec Clive Davis, qui avait quitté lui aussi son ancien label, Arista Records. Il lui explique avoir lancé son propre label J Records, chez Sony. Clive dit à Busta qu'il n'avait encore signé personne sur le label et qu'il serait très content de le signer lui et son label Flipmode Records. Le contrat est rédigé en novembre 2000, et Busta Rhymes commence à travailler sur son cinquième album, Genesis. Les ventes sont très encourageantes, et cela grâce à la collaboration avec P.Diddy sur le titre Pass The Courvoisier. 
Le single est un succès en 2002, et une nouvelle génération de jeunes fans s'offrent à Busta. Après que le hype de Genesis s'estompe, Busta travaille sur un nouveau projet du Flipmode Squad, l'album de Rah Digga, et son sixième album. Le premier finit est It Ain't Safe No More, avec des featurings de Mariah Carey et du Flipmode Squad. Trois singles de l'album ont eu un grand nombre de passages radios, mais l'album ne fut certifié qu'Or, ce qui fait de cet album le moins vendu dans la discographie de Busta Rhymes. Après cela, Busta blâme J Records, car il n'avait pas bien promu l'album, mais ce qui aggrave la situation est le fait que le label refusera de sortir l'album de Rah Digga, ainsi que celui du Flipmode Squad. Busta entre en conflit avec le label car il utilisait beaucoup d'argent pour la promotion d'Alicia Keys et de son album. Il disait que si Genesis était devenu platine, c'était grâce à lui et son argent, car le label ne dépensait le sien que pour ses artistes RnB ; et que J Records n'avait pas besoin d'artistes hip-hop car il s'enfermait trop dans la soul. 
Lorsque Busta commence à se rapprocher de Dr. Dre et Eminem, des rumeurs circulent, selon lesquelles Busta Rhymes allait encore changer de label. Ces rumeurs s'avèrent à cette période fausses, car Busta voulait juste enregistrer des titres avec eux, mais continuer de travailler avec J Records. De 2002 à 2004, rien ne se fait entendre de Flipmode Records, la télévision repasse d'anciens clips. Ils refont surface en 2005, quand Busta annonce son départ J Records et travailler sur son septième album.

### Aftermath/Interscope (2006–2008)
Vers fin 2005, Busta change encore une fois Flipmode de label, mais cette fois dans le label de Dr.Dre, Aftermath Entertainment sous le label d'Interscope Records. Il célèbre ce nouveau contrat en coupant ses dreadlocks, et en signant sur son label deux phénomènes du hip-hop, que sont Papoose et Chauncey Black. Les fans ne sont pas surpris de ce contrat, car Busta et Dr. Dre travaillaient ensemble depuis que Busta était chez Elektra. 
En février 2006, il publie ses singles Touch It (et le remix avec des dizaines de rappeurs) ainsi que I Love My Chick, et le 13 juin 2006, il publie son septième album studio, The Big Bang. L'album est certifié disque de platine, et Busta revient au top des classements après quatre années d'absence. Peu après, Rampage publie son nouvel album Have You Seen, mais ne fait pas un gros chiffre de vente. Puis, Papoose, signe sur Streetsweepers Entertainment et annonce son départ de Flipmode Records. Plus tard, c'est à Rah Digga de quitter le label pour des problèmes avec Busta. Busta Rhymes quitte Aftermath/Interscope et signe chez Motown.

### Conglomerate (depuis 2008)
Smith publie son huitième album Back on My B.S. le 19 mai 2009 via Universal Motown. L'album débute cinquième du Billboard 200, avec 56 000 exemplaires écoulés. Les singles extraits de l'album sont Arab Money, Hustler's Anthem '09 et Respect My Conglomerate. La chanson World Go Round, en featuring [avec la chanteuse britannique Estelle, est publié en France le 6 avril 2009. 
En 2011, Flipmode Records est renommé Conglomerate Records, s'inspirant du single de Busta Rhymes, Respect My Conglomerate, publié en 2009. Le premier artiste à signer chez Conglomerate est Reek da Villain. Le 16 novembre 2011, la signature de Busta Rhymes au label Cash Money Records est annoncée. The Conglomerate, en tant que collectif, publie sa première mixtape officielle Catastrophic à la fin de 2012. Le 24 juillet 2014, Reek da Villian annonce son départ de Conglomerate Records.

## Artistes

### Artistes actuels
- Flipmode Squad Flipmode/Universal Motown
- Busta Rhymes (CEO) Flipmode/Universal Motown
- Spliff Star Flipmode/Paperrock
- Chauncey Black Flipmode/Geffen
- Reek da Villian Flipmode/Cash Out
- Show Money Flipmode/Guap Gang
- DJ Scratchator Flipmode/Torian

### Anciens artistes
- Serious
- Lord Have Mercy
- Roc Marciano
- Meka
- Papoose
- M. Dollars
- Labba
- Rah Digga

## Discographie
- 1996 : Busta Rhymes - The Coming
- 1997 : Busta Rhymes - When Disaster Strikes
- 1997 : Rampage -  Scouts Honor...By Way of Blood
- 1998 : Flipmode Squad - The Imperial Album
- 1998 : Busta Rhymes - Extinction Level Event (The Final World Front)
- 2000 : Rah Digga - Dirty Harriet
- 2000 : Busta Rhymes - Anarchy
- 2001 : Busta Rhymes - Genesis
- 2002 : Busta Rhymes - It Ain't Safe No More
- 2006 : Rampage - Have You Seen
- 2006 : Busta Rhymes - The Big Bang
- 2007 : Spliff Star - Contraband (street album)
- 2009 : Busta Rhymes - Back on My B.S.
- 2009 : Spliff Star - One Shot Willy
- 2009 : Spliff Star - About Time
- 2009 : Chauncey Black - Church Boy?
- 2009 : Reek Da Villian - The Secret
- 2009 : Flipmode Squad - Rulership Movement
- 2012 : Busta Rhymes - Year of the Dragon
- 2020 : Busta Rhymes - Extinction Level Event 2: The Wrath of God